# Circonscription de Kebribeyah
La circonscription de Kebribeyah est une des 23 circonscriptions législatives de l'État fédéré Somali, elle se situe dans la Zone Jijiga. Son représentant actuel est Abdulfeta Abdulahi.